# Томас Шраммель
Томас Шраммель (нім. Thomas Schrammel; нар. 5 вересня 1987, Кіттзее) — австрійський футболіст, захисник «Штурма» (Грац) та національної збірної Австрії.

## Клубна кар'єра
У дорослому футболі дебютував 2006 року виступами за команду клубу «Рапід» (Відень). До головної команди клубу пробитися не зміг, натомість здобував досвід гри на дорослому рівні, виступаючи на умовах оренди за команди «Лустенау», «Ваккер» (Інсбрук) та «Рід».
2010 року перейшов до «Ріда» на умовах повноцінного контракту, втім вже за рік, у 2011, повернувся до віденського «Рапіда». Цього разі протягом 6,5 сезонів провів у складі «Рапіда» 128 матчів у національному чемпіонаті.
На початку 2018 року став гравцем «Штурма» (Грац).

## Виступи за збірну
2011 року провів одну гру у складі національної збірної Австрії.

## Титули і досягнення
- Володар Кубка Австрії (2):

«Рід»: 2010-11
«Штурм»: 2017-18